# Ткачук Анатолій Федорович
Анато́лій Фе́дорович Ткачу́к (нар. 6 квітня 1958 року, с. Рідкодуби (Хмельницький район), Хмельницький район, Хмельницька область) — український політик, громадський діяч.

## Життєпис
Анатолій Ткачук народився 6 квітня 1958 року у селі Рідкодуби. Дитинство та юність пройшли в селищі Наркевичі, Волочиського району Хмельницької області, куди сім"я переїхала ще в 1958 році. Батько Федір Ткачук, після повернення з війни почав працювати на будівництві Наркевицького цукрового заводу, де і пройшов шлях від робітника до начальника жомосушильного цеху. Мати — Олександра Ткачук, працювала вчителькою спочатку у Рідкодубській, а потім у Наркевицькій середній школі.
Наркевицьку школу закінчив на відмінно у 1975 році і в той же рік вступив на радіотехнічний факультет Одеського політехнічного інституту. Навчаючись у Одесі, в інституті вів активну громадську діяльність, брав участь факультетській команді КВН, був членом різних громадських органів студентського самоврядування факультету та гуртожитку, займався науково-дослідницькою діяльністю.
У 1980 році закінчив радіотехнічний факультет Одеського політехнічного інституту. Темою дипломної роботи була «Система додаткової обробки інформації радіолокаційної станції для супроводження маневруючих цілей» де чи не вперше було зроблено спробу застосувати мікропроцесори К-580. У 1996 році — юридичний факультет Київського національного університету імені Тараса Шевченка з червоним дипломом.
З серпня 1980 по липень 1991 роки — працював інженером на Хмельницькому радіотехнічному заводі, де пройшов шлях від інженера-конструктора до інженера конструктора 1-ї категорії, начальника групи Особливого конструкторського бюро Хмельницького радіотехнічного заводу. На заводі займався впровадженням у виробництво радіолокаційної техніки для літаків МіГ-23, 29 та Су-27, а потім займався розробкою автоматизованих комплексів для обслуговування радіоприцілів винищувачів 4-го покоління. Нагороджений різними відзнаками за досягнення у роботі. Був членом професійної спілки заводу, членом ради трудового колективу, засновником та керівником Товариства української мови.
У квітні 1990 року був обраний Народним депутатом України першого скликання, член комісії з питань суверенітету, міждержавних та міжнаціональних відносин; голова підкомісії з питань законодавства, заступник голови комісії з питань законодавства та законності Верховної Ради України. Був основним розробником та доповідачем змін до Конституції УРСР впродовж 1990—1994 років.
З травня 1994 по лютий 1997 роки — виконавчий директор проєкту Програми сприяння Парламентові України (за контрактом). З лютого 1997 по листопад 1999 роки — голова Інституту громадянського суспільства (Київ). З листопада 1999 по січень 2003 роки — директор Представництва корпорації «Міжнародний центр некомерційного права» в Україні (Київ). З січня 2003 по грудень 2005 роки — приватний підприємець (юридичні, консультаційні послуги).
З грудня 2005 по 15 лютого 2008 роки — радник Президента України. З грудня 2005 по жовтень 2006 роки — керівник Головної служби регіональної та кадрової політики Секретаріату Президента України.
13 листопада 2008 року — призначений заступником Міністра регіонального розвитку та будівництва України. Працював на цій посаді до березня 2010 року.
Впродовж 2008-09 років у Міністерстві відповідав за підготовку реформ державної регіональної політики та місцевого самоврядування і територіальної організації влади. Саме в 2009 році було ухвалено Концепцію реформи державної регіональної політики та Концепцію реформи місцевого самоврядування та територіальної організації влади, які залишились не реалізованими після зміни Уряду в 2010 році. Проте ці документи та проєкти законів, які тоді були підготовлені лягли в основу реформ 2014 — 15 років.
Впродовж 2010-13 років займався консультуванням з регіонального розвитку співпрацюючи з програмами міжнародної технічної допомоги та в громадській організації Інститут громадянського суспільства(https://www.csi.org.ua/). За цей час також А. Ткачук підготував низку публікацій у сфері децентралізації та регіонального розвитку, а також разом із колегами, низку законопроєктів, зокрема «Про засади державної регіональної політики», «Про співробітництво територіальних громад», «Про право територіальних громад на об'єднання».
Після сформування Уряду А. Яценюка, та призначення В. Гройсмана на посаду віцепрем'єр-міністра регіонального розвитку, допомагав у статусі радника віцепрем'єра у підготовці та проведенні реформи місцевого самоврядування та територіальної організації влади, ухваленні бюджетної децентралізації та законів у сфері державної регіональної політики.
Автор багатьох десятків видань у сфері регіонального розвитку, місцевого самоврядування, некомерційого права та законодавчої техніки.
Хобі: ремесла — робота з деревом

## Нагороди та почесті
- Орден «За заслуги» III ступеня (1997)
- Подяка Кабінету Міністрів України (2000)
- Почесна грамота Кабінету Міністрів України (2008)
- Почесна грамота Головдержслужби України (2008)
- Заслужений юрист України (2009)
- Почесна грамота Верховної Ради України(2010)
- Медаль «25 років незалежності України» (2016)